# Литовска съветска социалистическа република
Литовската съветска социалистическа република е една от съветските републики на СССР.
Образувана е на 21 юли 1940. В състава на СССР е от 3 август 1940. На 11 март 1990 Върховният съвет на Литовската република провъзгласява акт на възстановяване на независимостта на Литва, с което се ликвидира Литовската ССР.